# 924
924(구백이십사)는 923보다 크고 925보다 작은 자연수다.

## 수학
- 합성수로, 그 약수는 총 24개다. (1, 2, 3, 4, 6, 7, 11, 12, 14, 21, 22, 28, 33, 42, 44, 66, 77, 84, 132, 154, 231, 308, 462, 924)
  - 924의 진약수의 합은 1764이므로, 924는 과잉수다.
- 14번째 십이각수다. 앞의 십이각수는 793, 다음은 1065다.
- {\displaystyle 924=7^{2}+8^{2}+9^{2}+10^{2}+11^{2}+12^{2}+13^{2}+14^{2}}
  - 연속하는 자연수 8개의 제곱합으로 나타낼 수 있으며, 이 성질을 지닌 앞의 수는 764, 다음 수는 1100이다.

## 과학·기술
- NGC 924(독일어판, 프랑스어판): 양자리 방향에 있는 렌즈형은하.
- 포르쉐 924(영어판): 포르쉐의 스포츠카.

## 교통

### 철도
- 서울 지하철 9호선 사평역의 역번호.

### 도로
- 924번 지방도: 경상북도 문경시 모전동에서 안동시 와룡면까지 이어지는 대한민국의 지방도.

## 군사
- U-924(영어판): 제2차 세계 대전에 사용된 나치 독일의 군용 잠수함.

## 문화유산
- 대한민국의 보물 제924호: 구례 천은사 극락전 아미타후불탱화

## 기타
- 날짜: 9월 24일
- 연도: 924년, 기원전 924년
- 924 길먼 스트리트(영어판): 미국의 음악 클럽.